# پنبه‌کند
پنبه‌کند (به انگلیسی: Pambıqkənd) یک روستا و دهکده در شهرستان سالیان در جمهوری آذربایجان است. جمعیت این روستا ۱۹۸۱ نفر است. خود این روستا متشکل از دو ده به نام های پنبه‌کند و بشیربیلی است.